# 費耶特縣 (西維吉尼亞州)
費耶特縣（英語：Fayette County）是美国西維吉尼亞州中南部的一個縣，面積1,731平方公里。根據美国人口普查局2020年統計，共有人口40,488人。縣治費耶特維（Fayetteville）。該縣成立於1831年2月28日，縣名紀念美國獨立戰爭英雄、法国大革命領導者拉法葉侯爵。